# Lanza de la Nación (partido político)
Lanza de la Nación (en xhosa: uMkhonto weSizwe, MK), es un partido político sudafricano, fundado en diciembre de 2023. El partido lleva el nombre de Umkhonto we Sizwe (también abreviado a MK), el ala paramilitar del Congreso Nacional Africano (ANC) que estuvo activa durante el régimen de apartheid en Sudáfrica. Sin embargo, el ANC ha amenazado con emprender acciones legales por el uso del nombre, y la formación ha sido criticada por los veteranos originales de MK.
El partido saltó a la prominencia en diciembre de 2023, cuando el expresidente Jacob Zuma anunció que, aunque planeaba seguir siendo miembro de por vida del CNA, no haría campaña por el CNA en las elecciones generales de Sudáfrica de 2024, sino que votaría por el MK. Declaró que "no puedo y no lo haré" hacer campaña por el CNA del actual presidente Cyril Ramaphosa, sucesor de Zuma, y que hacerlo sería una "traición". 
El 21 de mayo de 2024, una semana antes de las elecciones generales de 2024, el Tribunal Constitucional dictaminó que el líder del partido, Jacob Zuma, no era elegible para servir en el Parlamento, ya que su sentencia de quince meses de prisión por desacato al tribunal lo descalificó.  Aunque su imagen permanecería en las papeletas, junto con el logotipo de su partido, el nombre de Zuma se eliminaría de la lista de candidatos parlamentarios del MK.